# Campeonato Mundial de Ciclismo em Pista de 2010
O CVII Campeonato Mundial de Ciclismo em Pista celebrou-se na Ballerup (Dinamarca) entre a 24 e a 28 de março de 2010 baixo a organização da União Ciclista Internacional (UCI) e a Federação Dinamarquesa de Ciclismo.
As competições realizaram-se no velódromo Ballerup Super Arena da cidade dinamarquesa. Foram disputadas 19 provas, 10 masculinas e 9 femininas.

## Países participantes
Participaram 343 cilcistas (214 homens + 129 mulheres) de 38 federações nacionais filiadas à UCI:
| África (CAC)        | América (COPACI)                                                                                                 | Ásia (ACYC) | Europa (UEC) | Oceania (OCF)                           |
| ------------------- | --- | --- | --- | --------------------------------------- |
| África do Sul (1/-) | Argentina (3/-) · Canadá (5/5) · Chile (2/2) · Colômbia (5/-) · Cuba (1/4) · Estados Unidos (5/4) · México (-/1) | China (11/8) · Coreia do Sul (-/1) · Hong Kong (4/4) · Indonésia (-/1) · Japão (6/-) · Cazaquistão (2/-) · Malásia (2/1) · Tailândia (-/3) | Alemanha (15/8) · Áustria (5/-) · Azerbaijão (-/1) · Bélgica (4/3) · Bielorrússia (-/2) · Dinamarca (12/1) · Eslováquia (-/1) · Espanha (11/4) · França (14/7) · Grécia (11/3) · Irlanda (6/-) · Itália (10/7) · Lituânia (-/6) · Países Baixos (12/6) · Polónia (9/5) · Reino Unido (11/8) · Chéquia (7/2) · Rússia (19/10) · Suíça (10/2) · Ucrânia (12/5) | Austrália (12/9) · Nova Zelândia (12/5) |

## Medalhistas

### Masculino
| Evento                          | Ouro                                                                                  | Prata                                                                                   | Bronze                                                                               |
| ------------------------------- | ------------------------------------------------------------------------------------- | --------------------------------------------------------------------------------------- | ------------------------------------------------------------------------------------ |
| Velocidade individual (28.03)   | Grégory Baugé · França                                                                | Shane Perkins · Austrália                                                               | Kévin Sireau · França                                                                |
| Velocidade por equipas (24.03)  | Alemanha · Robert Förstemann · Maximilian Levy · Stefan Nimke · 43,433                | França · Grégory Baugé · Michaël D'Almeida · Kévin Sireau · 43,453                      | Reino Unido · Ross Edgar · Chris Hoy · Jason Kenny · 43,590                          |
| Perseguição individual (25.03)  | Taylor Phinney · Estados Unidos · 4:16,600                                            | Jesse Sergent · Nova Zelândia · 4:18,459                                                | Jack Bobridge · Austrália · 4:18,066                                                 |
| Perseguição por equipas (26.03) | Austrália · Jack Bobridge · Rohan Dennis · Michael Hepburn · Cameron Meyer · 3:55,654 | Reino Unido · Steven Burke · Edward Clancy · Benjamin Swift · Andrew Tennant · 3:55,806 | Nova Zelândia · Sam Bewley · Westley Gough · Peter Latham · Jesse Sergent · 3:59,475 |
| 1 km contrarrelógio (26.03)     | Teun Mulder · Países Baixos · 1:00,341                                                | Michaël D'Almeida · França · 1:00,884                                                   | François Pervis · França · 1:01,024                                                  |
| Carreira por pontos (24.03)     | Cameron Meyer · Austrália · 70 pts.                                                   | Peter Schep · Países Baixos · 33 pts.                                                   | Milan Kadlec · Chéquia · 27 pts.                                                     |
| Scratch (25.03)                 | Alex Rasmussen · Dinamarca                                                            | Juan Esteban Arango · Colômbia                                                          | Kazuhiro Mori · Japão                                                                |
| Keirin (25.03)                  | Chris Hoy · Reino Unido                                                               | Azizulhasni Awang · Malásia                                                             | Maximilian Levy · Alemanha                                                           |
| Madison (27.03)                 | Leigh Howard · Cameron Meyer · Austrália · 16 pts.                                    | Morgan Kneisky · Christophe Riblon · França · 6 pts.                                    | Ingmar De Poortere · Steve Schets · Bélgica · 5 pts.                                 |
| Omnium (28.03)                  | Edward Clancy · Reino Unido · 24 pts.                                                 | Leigh Howard · Austrália · 32 pts.                                                      | Taylor Phinney · Estados Unidos · 33 pts.                                            |

### Feminino
| Evento                          | Ouro                                                                    | Prata                                                                              | Bronze                                                                        |
| ------------------------------- | ----------------------------------------------------------------------- | ---------------------------------------------------------------------------------- | ----------------------------------------------------------------------------- |
| Velocidade individual (27.03)   | Victoria Pendleton · Reino Unido                                        | Guo Shuang · China                                                                 | Simona Krupeckaitė · Lituânia                                                 |
| Velocidade por equipas (25.03)  | Austrália · Kaarle McCulloch · Anna Meares · 32,923 RM                  | China · Gong Jinjie · Lin Junhong · 33,192                                         | Lituânia · Gintarė Gaivenytė · Simona Krupeckaitė · 33,109                    |
| Perseguição individual (24.03)  | Sarah Hammer · Estados Unidos · 3:28,601                                | Wendy Houvenaghel · Reino Unido · 3:32,496                                         | Vilija Sereikaitė · Lituânia · 3:32,085                                       |
| Perseguição por equipas (25.03) | Austrália · Ashlee Ankudinoff · Sarah Kent · Josephine Tomic · 3:21,748 | Reino Unido · Elizabeth Armitstead · Wendy Houvenaghel · Joanna Rowsell · 3:22,287 | Nova Zelândia · Rushlee Buchanan · Lauren Ellis · Alison Shanks · 3:21,552 RM |
| 500 m contrarrelógio (24.03)    | Anna Meares · Austrália · 33,381                                        | Simona Krupeckaitė · Lituânia · 33,462                                             | Olga Panarina · Bielorrússia · 33,779                                         |
| Carreira por pontos (28.03)     | Tara Whitten · Canadá · 36 pts.                                         | Lauren Ellis · Nova Zelândia · 33 pts.                                             | Tatsiana Sharakova · Bielorrússia · 3 pts.                                    |
| Scratch (26.03)                 | Pascale Jeuland · França                                                | Yumari González Valdivieso · Cuba                                                  | Belinda Goss · Austrália                                                      |
| Keirin (28.03)                  | Simona Krupeckaitė · Lituânia                                           | Victoria Pendleton · Reino Unido                                                   | Olga Panarina · Bielorrússia                                                  |
| Omnium (27.03)                  | Tara Whitten · Canadá · 23 pts.                                         | Elizabeth Armitstead · Reino Unido · 29 pts.                                       | Leire Olaberria · Espanha · 30 pts.                                           |

## Medalheiro
| Ordem | País           | Medalha de ouro | Medalha de prata | Medalha de bronze | Total |
| ----- | -------------- | --------------- | ---------------- | ----------------- | ----- |
| 1     | Austrália      | 6               | 2                | 2                 | 10    |
| 2     | Reino Unido    | 3               | 5                | 1                 | 9     |
| 3     | França         | 2               | 3                | 2                 | 7     |
| 4     | Estados Unidos | 2               | 0                | 1                 | 3     |
| 5     | Canadá         | 2               | 0                | 0                 | 2     |
| 6     | Lituânia       | 1               | 1                | 3                 | 5     |
| 7     | Países Baixos  | 1               | 1                | 0                 | 2     |
| 8     | Alemanha       | 1               | 0                | 1                 | 2     |
| 9     | Dinamarca      | 1               | 0                | 0                 | 1     |
| 10    | Nova Zelândia  | 0               | 2                | 2                 | 4     |
| 11    | China          | 0               | 2                | 0                 | 2     |
| 12    | Colômbia       | 0               | 1                | 0                 | 1     |
| 12    | Cuba           | 0               | 1                | 0                 | 1     |
| 12    | Malásia        | 0               | 1                | 0                 | 1     |
| 15    | Bielorrússia   | 0               | 0                | 3                 | 3     |
| 16    | Bélgica        | 0               | 0                | 1                 | 1     |
| 16    | Espanha        | 0               | 0                | 1                 | 1     |
| 16    | Japão          | 0               | 0                | 1                 | 1     |
| 16    | Chéquia        | 0               | 0                | 1                 | 1     |
|       | TOTAL          | 19              | 19               | 19                | 57    |